# Nogai
|  | Per a altres significats, vegeu «Nogay». |

Nogai (també nogay o tàtar nogai) és una llengua parlada al sud-oest de Rússia pels nogais. S'hi distingeixen tres dialectes: qara-nogay (nogai negre o del Nord), parlat a Daguestan; nogai propi, al krai de Stàvropol; i aqnogay (nogai blanc o occidental), als marges del riu Kuban, a la República de Karatxai-Txerkèssia, i al districte Mineralnye Vody. El qara-nogay i el nogai propi són molt similars, mentre que l'aqnogay mostra algunes diferències.

## Parlants
Les últimes referències, les trobem al darrer cens soviètic del 1989:
- Al krai de Stàvropol, hi havia 28.562 nogais, dels quals 27.415 (el 95,98%) parlaven nogai, 885 (el 3,10%) parlaven rus i 262 (0,92%) parlaven altres llengües.
- Al Daguestan, hi havia 28.294, dels quals 23.803 (el 84,13%) parlaven nogai, 148 (el 0,52%) parlaven rus i 4.343 (el 15,35%) parlaven altres llengües.
- A Karatxai-Txerkèssia, hi havia 12.993, dels quals	12.598 (el 96,96%) parlaven nogai, 226 (1,74%) parlaven rus i 169 (1,30%) parlaven altres llengües.
- A Txetxènia, hi havia 6.884, dels quals 6.808 (el 98,90%) parlaven nogai, 49 (0,71%) parlaven rus i 27 (0,39%) altres llengües

A banda de parlar-se al sud-est de la Rússia europea, també hi ha parlants al Kazakhstan, Uzbekistan, Ucraïna, Bulgària, Romania i Turquia.
Malgrat ser un poble tan dispers i sense una regió autònoma pròpia, mantenen una taxa de retenció lingüística força alta.

## Desenvolupament literari
Són famosos els cicles èpics Ithega, Musa, Mamai, Orak, Shura batyr, Gathel soltan, Kazy Togan, Er Targyn, Koblandy Batyr i Gaysa uly Amat. Des del segle xvi, s'ha intentat donar-los llengua escrita en alfabet corànic. El 1928, s'hi introduïren dos sistemes d'escriptura diferenciats utilitzant l'alfabet llatí, però que el 1938 foren substituïts pel ciríl·lic i una llengua unificada basada en l'aqnogai. El 1938, es fundà el diari Lenin Yoli (Camí de Lenin) i destacaren els autors Khasan Bulatukov (1907-1937) autor d’Azrat (1937) i Fatimat (1932), A. Kh. Dzhanibekov (1879-1936) i F. Abdukzhailov (1913).
Actualment, s'editen dos diaris en nogai, Nogaj Davysy a Txerkessk i Golos Stepi a Daguestan.